# بیل لارنس (شخصیت خبری)
بیل لارنس (انگلیسی: Bill Lawrence; ۲۹ ژانویهٔ ۱۹۱۶ – ۲ مارس ۱۹۷۲) خبرنگار جنگ، و روزنامه‌نگار اهل ایالات متحده آمریکا بود. وی بین سال‌های ۱۹۳۲ تا ۱۹۷۲ میلادی فعالیت می‌کرد.
وی همچنین برندهٔ جوایزی همچون جایزه پیبادی شده‌است.